# 피아니스트 (2002년 영화)
《피아니스트》(영어: The Pianist)는 브와디스와프 슈필만의 일생을 소재로 한 전기 소설을 영화로 구성한 영화이다.

## 줄거리
1939년 9월, 폴란드계 유대인 피아니스트인 브와디스와프 슈필만은 독일의 폴란드 침공 동안 방송국이 파괴되었을 때 바르샤바에서 라디오에서 생방송으로 연주하고 있다. 빠른 승리를 바라는 스필만은 영국과 프랑스가 독일에 전쟁을 선포했지만 약속된 지원이 오지 않는다는 사실을 알고 집에서 가족과 함께 기뻐한다. 전투는 독일군과 소련군이 서로 다른 전선에서 동시에 폴란드를 침공하면서 한 달이 조금 넘게 지속된다. 바르샤바는 나치가 통제하는 일반 정부의 일부가 된다. 유대인들은 곧 일하거나 사업체를 소유하는 것이 금지되고 파란색 다윗의 별 완장을 착용하게 된다.
1940년 11월까지 스필만과 그의 가족은 강제로 집을 떠나 고립되고 과밀한 바르샤바 게토로 이주했으며 그곳의 상황은 더욱 악화되었다. 사람들은 굶주리고 경비원은 잔인하며 굶주린 아이들은 버려지고 시체는 어디에나 있다. 한 번은 슈필만이 길 건너편 아파트에서 온 가족을 죽이는 것을 목격했다. 여기에는 휠체어를 탄 노인을 3층 위의 창문 밖으로 내버리는 것도 포함된다.
1942년 8월 16일, 스필만과 그의 가족은 라인하르트 작전의 일환으로 트레블링카 학살 수용소로 이송될 예정이다. 그러나 유태인 게토 경찰의 한 친구가 움슐라그플라츠에서 브와디스와프를 알아보고 그를 가족과 분리시킨다. 그는 노예 노동자가 되었고 다가오는 유대인 반란에 대해 알게 된다. 그는 게토로 무기를 밀반입하여 레지스탕스를 돕는다. 슈필만은 결국 폴란드 친구 안드레이(Andrzej Bogucki)와 그의 아내 야니나의 도움으로 탈출하고 숨어 있다.
1943년 4월, 스필만은 자신이 도왔던 바르샤바 게토 봉기 중 첫 번째 봉기가 전개되고 결국 실패하는 것을 창문에서 지켜보고 있다. 얼마 지나지 않아 이웃이 아파트에 숨어 있는 스필만을 발견하고 그는 두 번째 은신처로 도망쳐야 한다. 그의 새로운 은신처는 또 다른 빈 아파트이며 그 안에는 그가 연주하고 싶어지는 피아노가 있다. 그러나 그는 발각되지 않도록 조용히 있어야 하기 때문에 그렇게 하지 않는다. 이 위치에 숨어있는 동안 매우 제한된 식량 공급으로 인한 영양 실조가 발생한다. 그는 살이 빠지고 황달을 앓기 시작한다.
1944년 8월, 바르샤바 봉기 동안 국내군은 스필만의 은신처 건너편에 있는 독일 건물을 공격한다. 탱크 포탄이 아파트를 강타하여 그를 도망치게 만들었다. 다음 몇 달 동안 바르샤바는 파괴되었다. 슈필만은 홀로 남겨져 폐허 사이에서 피난처와 보급품을 필사적으로 찾는다. 그는 결국 피클 통조림을 발견한 집으로 향한다. 그것을 열려고 시도하는 동안 그는 슈필만이 피아니스트라는 사실을 알게 된 국방군 장교 빌름 호센펠트에 의해 발견된다. 그는 슈필만에게 집에 있는 그랜드 피아노를 연주해 달라고 부탁한다. 노쇠한 슈필만은 쇼팽의 발라드 G 단조를 연주한다. 호센펠트는 슈필만이 빈 집의 다락방에 숨도록한다. 그곳에 있는 동안 그는 독일 장교로부터 정기적으로 음식을 공급받는다.
1945년 1월, 독일군은 붉은 군대에서 후퇴하고 있다. 호센펠트는 마지막으로 슈필만을 만나 그의 이름이 무엇인지 묻는다. 그런 다음 그는 전쟁 후 폴란드 라디오에서 자신의 말을 듣겠다고 약속한다. 그는 슈필만에게 보온을 유지하고 떠날 수 있도록 외투 (큰 음식 꾸러미와 함께)를 제공한다. 1945년 봄, 나치 강제 수용소의 전 수감자들은 포로로 잡힌 독일군을 수용하고 있는 소련 전쟁 포로 수용소를 지나가며 그들에게 폭언을 퍼붓는다. 수감자 중 한 명인 호센펠트는 석방 된 수감자가 바이올리니스트로서의 이전 경력에 대해 한탄하는 것을 엿듣는다. 그는 그에게 스필만을 아느냐고 묻고, 호젠펠드는 자신이 스필만을 도왔다고 말하고 스필만에게 자신이 수용소에 있다고 말해달라고 간청한다. 나중에 바이올리니스트와 슈필만은 캠프에 도착했지만 버려진 것을 발견한다.
전쟁이 끝난 후 슈필만은 폴란드 라디오로 돌아와 쇼팽의 "Grand Polonaise Brillante"를 많은 저명한 청중에게 연주한다. 텍스트 에필로그에는 슈필만이 2000년 7월 6일 88세의 나이로 사망했으며 호센펠트에 대해 알려진 것은 그가 아직 소련 포로 상태에 있는 동안 1952년에 사망했다는 것이다.

## 출연
- 에이드리언 브로디 - 브와디스와프 슈필만
- 토마스 크레치만 - 빌름 호센펠트 대령
- 프랭크 핀레이 - 아버지
- 모린 리프먼 (Maureen Lipman) - 어머니
- 에밀리아 폭스 - 도로타
- 에드 스토퍼드 (Ed Stoppard) - 헨릭
- 줄리아 레이너 (Julia Rayner) - 레지나
- 제시카 케이트 메이어 (Jessica Kate Meyer) - 할리나
- 루스 플랫 (Ruth Platt) - 야니나

## 한국판 성우진(MBC)
- 구자형 - 스필만(에이드리언 브로디)
- 황일청 - 스필만 아버지(프랭크 핀레이)
- 김은영 - 스필만 어머니(모린 리프만)
- 윤성혜 - 도로타(에밀리아 폭스)
- 송준석 - 헨리크(에드 스토파드)
- 정남 - 레지나(줄리아 라이너)
- 박소라 - 할리나(제시카 케이트 메이어)
- 이종혁 - 헬러(로이 스마일즈) / 레드니츠키(체자리 코신스키)
- 황윤걸 - 유대인(리차드 라이딩스)
- 최한 - 말렉(다니엘 카타지론느)
- 김태훈 - 마렉(크시슈토프 피에친스키)
- 김명수 - 안드레이(로넌 비버트)
- 전임복 - 유대인 여성(노미 샤론)
- 변종필 - 유대인(안제이 블루멘펠트)
- 이상훈 - 도로타의 남편(발렌틴 펠카)
- 문남숙 - 이웃 주민(카타지나 피구라)
- 방성준 - 유대인 할아버지(존 베넷) / 안텍(앤드류 티어넌)
- 이원찬 - 도로타의 오빠(미하우 제브로프스키)
- 박신희 - 유대인 여성(니나 프라노젝)
- 정재헌 - 유태인 노동자(라팔 모르)